# Pulukan
Pulukan is een bestuurslaag in het regentschap Jembrana van de provincie Bali, Indonesië. Pulukan telt 3880 inwoners (volkstelling 2010).